# فرانس باك
فرانس باك (بالدنماركية: Frans Bak)‏ هو عازف بيانو وموسيقي وملحن دنماركي، ولد في 7 فبراير 1958 في الدنمارك في مملكة الدنمارك.

## وصلات خارجية
- الموقع الرسمي
- فرانس باك على موقع IMDb (الإنجليزية)
- فرانس باك على موقع ألو سيني (الفرنسية)
- فرانس باك على موقع ميوزك برينز (الإنجليزية)
- فرانس باك على موقع أول موفي (الإنجليزية)
- فرانس باك على موقع قاعدة بيانات الأفلام السويدية (السويدية)
- فرانس باك على موقع أول ميوزيك (الإنجليزية)
- فرانس باك على موقع ديسكوغز (الإنجليزية)
- فرانس باك على موقع قاعدة بيانات الفيلم (الإنجليزية)
- فرانس باك على موقع كينوبويسك (الروسية)